# Koa petit
El koa petit (Rhodacanthis flaviceps) és una espècie petita ocell de la família Fringillidae. Quan van ser descrits, l'any 1892, és molt probable que ja anessin molt escassos. Se sap d'ells únicament per uns pocs espècimens conservats en col·leccions de Nova York i Londres.
El seu hàbitat era el bosc de la muntanya Koa a Kona, Hawaii. El moment del seu descobriment coincideix amb l'últim registre oficial, el 1891, descrit per George Munro en el seu llibre Birds of Hawaii (Aus de Hawaii). No cpneix la causa de la seva extinció però es creu que va ocórrer per la degradació del seu hàbitat i la introducció d'altres animals com a gats i rates.